# Independent Santos Carvalho
Independent Santos Carvalho es una deportista caboverdiana que compite en taekwondo. Ganó una medalla de bronce en el Campeonato Africano de Taekwondo de 2018 en la categoría de –67 kg.

## Palmarés internacional
| Campeonato Africano | Campeonato Africano | Campeonato Africano | Campeonato Africano |
| Año                 | Lugar               | Medalla             | Categoría           |
| ------------------- | ------------------- | ------------------- | ------------------- |
| 2018                | Agadir (Marruecos)  | Medalla de bronce   | –67 kg              |